# Stahle
Stahle is een ortsteil in de gemeente Höxter in het oosten van Noordrijn-Westfalen. Stahle ligt aan de Wezer, circa 90 meter boven de zeespiegel. Eind 2020 telde Stahle volgens de website van de gemeente Höxter 2.347 inwoners.

## Ligging en infrastructuur
Stahle is de op twee na grootste plaats in de gemeente na de stad Höxter zelf en Lüchtringen. Het dorp ligt ongeveer 8 km ten noorden van de stad Höxter en ongeveer 2 km ten westen van het centrum van het direct aangrenzende Holzminden. 

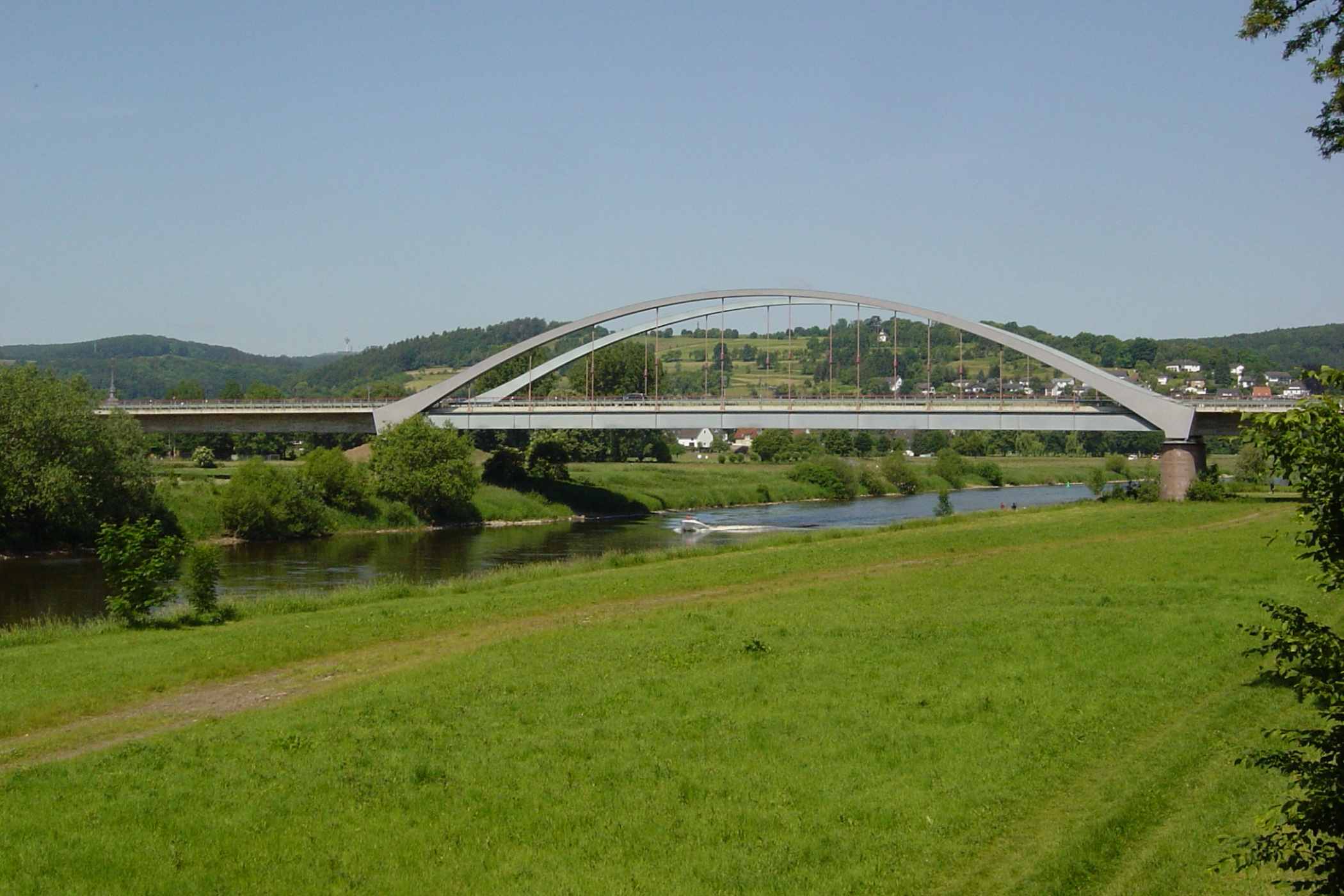
Brug over de Wezer bij Stahle in de B64

Te Stahle ligt een driesprong van hoofdwegen: 
- De Bundesstraße 83, in tracé verenigd met de Bundesstraße 64, loopt vanuit het dorp in zuidwestelijke, verderop zuidelijke, richting  naar de stad Höxter (8 km).
- De B64 gaat vanuit het dorp oostwaarts de Wezer over naar het centrum van Holzminden (afstand 2 km).
- De B83 gaat vanuit het dorp noordwaarts, langs de westelijke Wezeroever, naar Polle (10 km) en Bodenwerder (nog 15 km verder).

Stahle ligt nabij de toeristische langeafstandsfietsroute Weser-Radweg.

## Economie
De meeste inwoners van Stahle, voor zover zij geen woonforensen met een werkkring in een grotere plaats elders zijn, leven van het toerisme of werken in een van de kleine en middelgrote bedrijven op het kleine plaatselijke industrieterrein. 

## Geschiedenis
De oudste vermelding van het dorp, in een register van de Abdij van Corvey, dateert uit de 9e eeuw. Tijdens de Dertigjarige Oorlog, in 1632, werd het dorp door gevechtshandelingen geheel verwoest, maar in de daaropvolgende jaren weer opgebouwd.

## Bezienswaardigheden

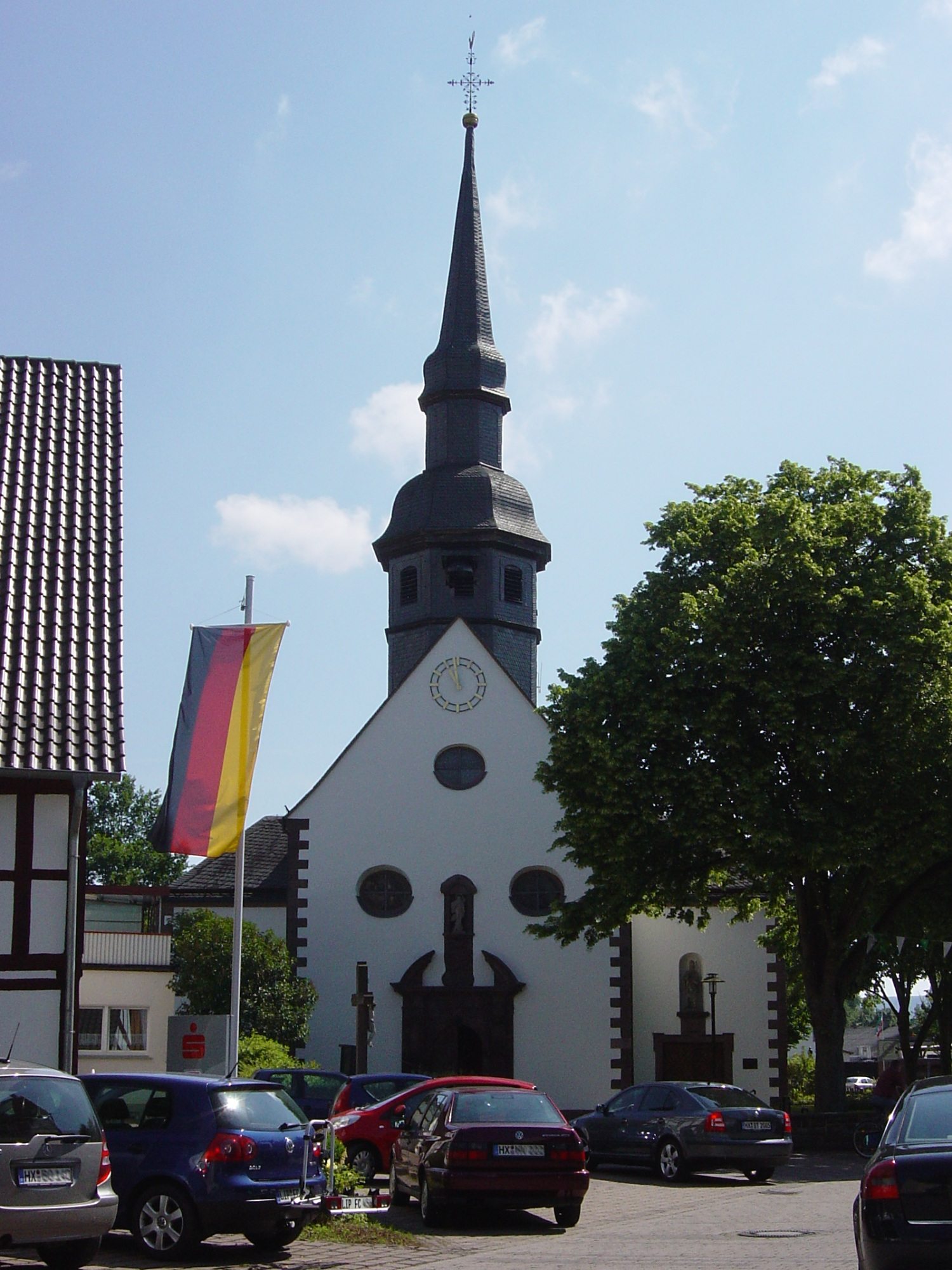
De St.-Annakerk te Stahle (in 1962 herbouwd)
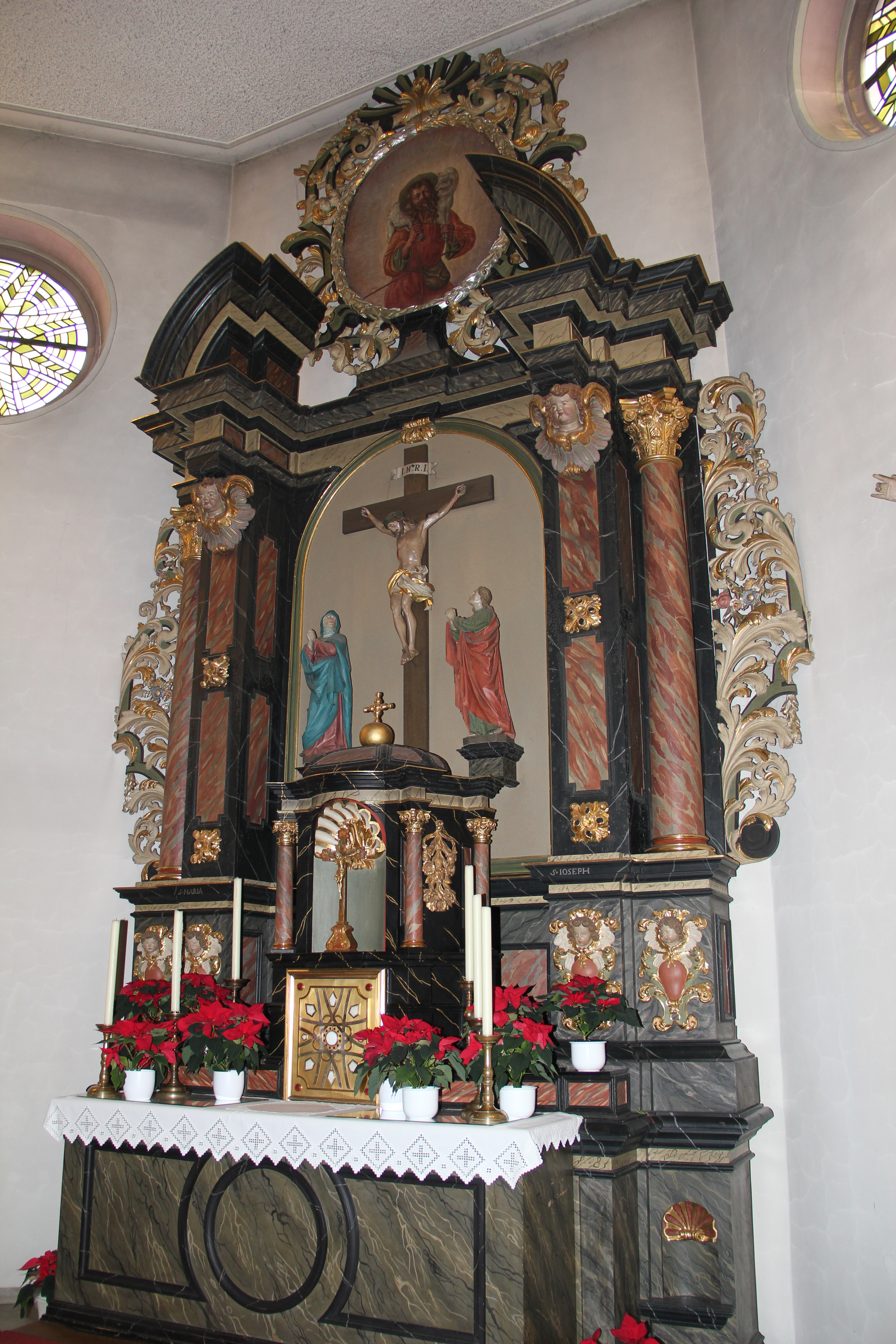
Barok hoogaltaar (ca. 1700) in deze kerk

- De rooms-katholieke Sint-Annakerk is in 1962 wegens bouwvalligheid gesloopt en in dezelfde barokstijl herbouwd. De 18e-eeuwse kerktoren bleef behouden. De kerk heeft een bezienswaardig interieur.
- In en om het dorp staan enige schilderachtige, oude vakwerkhuizen.
- Het dorp is een Maria- bedevaartsoord. Pelgrims bezoeken daartoe een Mariakapel uit 1834. Deze staat op de heuvel Feldberg, enkele kilometers  ten noordwesten van het dorp. In de omgeving van de bedevaartkapel zijn aardige boswandelingen mogelijk; van hieruit kan men ook langere tochten, westwaarts door het bosrijke Wezerbergland, ondernemen.
- Ten noorden van het dorp en de bedevaartkapel ligt een in de regio beroemd openluchttheater.